# Spiridens balfourianus
Spiridens balfourianus är en bladmossart som beskrevs av Greville 1848. Spiridens balfourianus ingår i släktet Spiridens och familjen Spiridentaceae. Inga underarter finns listade i Catalogue of Life.